# Heilig Grafkerk (Görlitz)
De Heilig Grafkerk (Duits: Heiliges Grab) is een kerk in de Duitse stad Görlitz die gebouwd werd tussen 1481 en 1504. In 1504 werd de kerk ingewijd. De kerk is gelegen nabij het park de Ölberggarten.
De bouw werd bekostigd door toenmalig burgemeester Georg Emmerich, die in 1464 op bedevaart was geweest naar het Heilige Land en hierbij ook de Heilig Grafkerk had bezocht. Hij wilde hiervan een replica laten bouwen in Görlitz. Na de reformatie werd de kerk Lutheraans.